# Bundesstiftung Gleichstellung
Die Bundesstiftung Gleichstellung ist eine rechtsfähige bundesunmittelbare Stiftung des öffentlichen Rechts mit Sitz in Berlin. Stiftungszweck ist die Stärkung und Förderung der Gleichstellung von Frauen und Männern in Deutschland. Die Errichtung erfolgte am 28. Mai 2021 mit Inkrafttreten des Gesetzes zur Errichtung der Bundesstiftung Gleichstellung.

## Organe
Organe der Stiftung sind der Stiftungsrat und das Direktorium.

### Stiftungsrat
Der Stiftungsrat besteht aus zehn bestellten Mitgliedern, die dem Deutschen Bundestag angehören und dem Bundesminister für Familie, Senioren, Frauen und Jugend als Vorsitzenden.

### Direktorium
Das Direktorium besteht aus zwei Mitgliedern. Die Mitglieder sind hauptamtlich für die Stiftung tätig. Am 1. November 2021 haben Lisi Maier und Arn Sauer ihre Ämter als Direktorin bzw. Direktor der Stiftung angetreten.

## Kritik
Der Juristinnenbund kritisierte, die Stiftung sei „nicht geeignet, eine von politischen Mehrheiten unabhängige und an fachlichen Kriterien orientierte Förderung der Gleichstellung von Frauen und Männern“ zu sichern. Denn die zentralen Aufgaben der Stiftung werden vor allem durch den Stiftungsrat bestimmt, der ausschließlich aus Mitgliedern des Bundestags und der Bundesfamilienministerin besteht. Zivilgesellschaftliche Organisationen sind nur beratend im Beirat vertreten. Die paritätische Besetzung der Stiftungsgremien führten laut Juristinnenbund zu einer „ungerechtfertigten Männerquote“. Auch Barbara Stiegler, Mitglied im Netzwerk „Gender Mainstreaming Experts International“, ehemals Friedrich-Ebert-Stiftung, befürchtete im Vorfeld der Errichtung der Stiftung, dass die Arbeit „sehr stark von den politischen Kräfteverhältnissen im Deutschen Bundestag geprägt sein wird.“ Der „starke Arm der Politik“ sei unübersehbar.
Von konservativer Seite bzw. aus Reihen der CDU/CSU wurde kritisiert, dass der Bundestag seine Kompetenz an einen Stiftungsrat überträgt, in dem eine strukturelle rot-rot-grüne Mehrheit vorherrscht. Die Publizistin Birgit Kelle kritisierte, die Stiftung solle „feministische Lobbygruppen mit Macht und Geld“ versorgen. Die damalige CDU-Bundestagsabgeordnete Sylvia Pantel stimmte 2021 der Errichtung der Stiftung nicht zu, denn sie sei „teuer, ideologisch und unnötig“. Mit ihr gebe der Bundestag Kompetenz „an eine linksgrüne Vorfeldorganisation“.